# Сильвія Попович
Сильвія Попович (серб. Силвија Поповић, нар. 15 березня 1986) — сербська волейболістка, срібна призерка Олімпійських ігор 2016 року.

## Виступи на Олімпіадах
| Олімпіада           | Дисципліна | Місце |
| ------------------- | ---------- | ----- |
| Ріо-де-Жанейро 2016 | волейбол   | 2     |